# Trygve Bornø
Trygve Bornø (Harstad, 1942. február 2. – 2024. november 15.) válogatott norvég labdarúgó, középpályás, sportvezető.

## Pályafutása

### Klubcsapatban
A Harstad IL csapatában kezdte a labdarúgást. 1964 és 1978 között a Skeid labdarúgója volt, ahol egy norvég bajnoki címet és két kupagyőzelmet szerzett a csapattal.

### A válogatottban
1966 és 1972 között 43 alkalommal szerepelt a norvég válogatottban.

### Sportvezetőként
1983 és 1985 között illetve 1996 és 1999 között a norvég labdarúgó-szövetség főtitkáraként tevékenykedett.

## Sikerei, díjai
Skeid
- Norvég bajnokság
  - bajnok: 1966
- Norvég kupa
  - győztes (2): 1965, 1974